# GBU-43 Massive Ordnance Air Blast bomb
La GBU-43 Massive Ordnance Air Blast bomb (MOAB) è una bomba guidata di fabbricazione statunitense. L'acronimo MOAB è anche interpretato, informalmente, come Mother Of All Bombs ("madre di tutte le bombe" in lingua inglese), in quanto l'ordigno è tra le più grandi e potenti bombe mai costruite dagli Stati Uniti. Come peso (che è di quasi 10 tonnellate) è comunque superata dalla Grand Slam e dalla T12.

## Utilizzo e caratteristiche
La sua forza si basa, oltre che sull'enorme quantitativo di esplosivo ad alto potenziale, sulla capacità di provocare devastanti onde d'urto che distruggono qualsiasi cosa come bunker, persone ed equipaggiamento.
Il suo peso è tale che non può essere sganciata dai normali bombardieri. Il suo impiego avviene, infatti, grazie allo sgancio mediante un carrello dentro la stiva di un MC-130 Combat Talon. L'ordigno ha un sistema di guida satellitare GPS.
La detonazione avviene un attimo prima che la bomba tocchi il suolo; ciò avviene grazie a due sensori posti vicino alla punta dell'ordigno. Avvenuta la detonazione, il raggio di scoppio è pari a circa 150 metri. Non si tratta comunque di un'arma perforante: infatti, la sua struttura pesa 1.361 kg su oltre 9.800 kg (la differenza è esplosivo ad alto potenziale).

## Costi
L'approvvigionamento di quattro MOABs fu commissionato nell'ottobre 2009 al notevole costo di 58,4 milioni di dollari, (14,6 milioni di dollari per ogni bomba). Tale importo comprende i costi di sviluppo e test, nonché integrazione delle bombe MOAB su bombardieri stealth B-2.

## Differenze tra MOAB e FOAB
| Dato                  | MОАВ            | FОАВ                        |
| --------------------- | --------------- | --------------------------- |
| Peso:                 | 10,3 tonnellate | 7,1 tonnellate              |
| TNT equivalente:      | 11 tonnellate   | ≈44 tonnellate              |
| Raggio di esplosione: | 150 metri       | 300 metri                   |
| Guida:                | INS/GPS         | Sconosciuto (forse GLONASS) |

## Storia
Sperimentata l'11 marzo 2003 alla Eglin Air Force Base vicino Valparaiso in Florida tre giorni dopo l'invasione dell'Iraq, è considerata, data la sua potenza, anche un'arma della guerra psicologica. Risulta operativa dal 1º aprile dello stesso anno.
L'ordigno è stato utilizzato per la prima volta in Afghanistan nel distretto di Achin della provincia di Nangarhar per colpire una base dell'ISIS il 13 aprile 2017.